# تامی ریس
تامی ریس (انگلیسی: Tammi Reiss؛ زادهٔ ۲ آوریل ۱۹۷۰) بازیکن بسکتبال، و سرمربی (بسکتبال) اهل ایالات متحده آمریکا است.